# Родригес, Хосе Деметрио
Хосе Деметрио Родригес (исп. José Demetrio Rodríguez, 1780 — 1846) — испанский ботаник, профессор ботаники.

## Биография
Хосе Деметрио Родригес родился в 1780 году в городе Севилья.
Он изучал ботанику с Отцом Абатом, его учителем с 1786 до 1800 года в Ботаническом саду Королевского общества медицины и других наук в Севилье. Вслед за этим первым студенческим этапом Родригес отправился в Мадрид. С 1806 по 1827 год он был профессором ботаники.
Хосе Деметрио Родригес умер в 1846 году.

## Научная деятельность
Хосе Деметрио Родригес специализировался на семенных растениях.